# Ludwig Burkhardt (Mediziner, 1903)
Ludwig Burkhardt (* 31. Oktober 1903 in Würzburg; † 6. Juli 1993 ebenda) war ein deutscher Pathologe und Anthropologe.

## Leben
Burkhardt besuchte das Melanchthon-Gymnasium Nürnberg. Als Sohn des Chirurgen Ludwig Burkhardt studierte er nach dem Abitur an der Julius-Maximilians-Universität Würzburg Medizin. Am 11. Mai 1924 wurde er als Burkhardt IV und Koaetane von Karl Waltzinger im Corps Moenania recipiert. 1929/30 war er Stipendiat der Rockefeller-Stiftung in der Embryologie der Cornell University in Ithaca (City, New York), am Marine Biological Laboratory in Woods Hole (Massachusetts) und an der University of California, Berkeley. 1930 wurde er in Würzburg zum Dr. med. promoviert.

### Würzburg und Gießen
Ab 1930 war er Assistent bei Hans Petersen in der Würzburger Anatomie. Dort schrieb er die ersten sechs Publikationen, die sich mit Embryologie und Knochenwachstum befassten. 1932 ging er zu Georg Herzog in der Pathologie der Hessischen Ludwigs-Universität. Die neu aufgekommene Gewebezüchtung stand ganz im Mittelpunkt der Forschungsarbeiten. Aus seiner Ablehnung des Nationalsozialismus machte er keinen Hehl. Deshalb denunziert, musste er 1933 aus dem Gießener Universitätsdienst ausscheiden. Er kehrte nach Würzburg zurück und war 1933/34 als Assistent der Notgemeinschaft der deutschen Wissenschaft bei Martin Benno Schmidt in der Würzburger Pathologie. Wegen seiner politischen Einstellung musste er auch diese Stelle und seine universitären Pläne aufgeben.

### München
1934 ging er als Assistent zu Ludwig Singer am Krankenhaus Schwabing. Technische Möglichkeiten wie die Gewebezüchtung standen nicht zur Verfügung. In Fortführung seiner wissenschaftlichen Arbeit verband er deshalb sein entwicklungsgeschichtliches Interesse, die Wachstums- und Skelettforschung, mit dem reichlichen Obduktionsgut einer städtischen Prosektur. Die Pathologie der Konstitution rückte in den Mittelpunkt. Über Max Borst  habilitierte er sich 1938 als Externer an der Ludwig-Maximilians-Universität für Pathologie. Die Venia Legendi wurde ihm aber auf Einspruch der Führer im Nationalsozialistischen Deutschen Dozentenbund verweigert. Er wurde als Stabsarzt zur Wehrmacht einberufen und diente zeitweise als beratender Pathologe der Luftwaffe. 1945/46 übernahm er die Prosektur an den Städtischen Krankenanstalten Augsburg. 1946 endlich zum Privatdozenten ernannt, wechselte er als Prosektor und Konservator an das Pathologische Institut der Universität München. Nach dem Tod von Max Borst leitete er es 1946–1948 kommissarisch bis zur Berufung von Werner Hueck. Zur selben Zeit war er Consultant am Amerikanischen Militärhospital in Schwabing. 1949 wurde er zum apl. Professor und Vorstand des pathologischen Instituts im Klinikum rechts der Isar ernannt. In jener Zeit bereitete er die Umwandlung des Klinikums zur Medizinischen Fakultät der Technischen Hochschule München vor. Wissenschaftlich widmete er sich immer mehr der Knochenpathologie. Die letzte seiner 56 Publikationen ist die große monografische Darstellung der Schädelpathologie im Handbuch von Friedrich Henke und Otto Lubarsch. 1969 pensioniert, verschrieb er sich der griechischen Vasenmalerei. Bald wurde er zum Fachmann für Augenschalen.

## Werke
- Über die Verbindung von Epithel und Bindegewebe an der Zunge. Zschr. Zellforsch. Abt. B, 5 (1927), S. 397–399.
- mit Hans Petersen: Über den Umbau im wachsenden Knochen. Zschr. Zellforsch. Abt. B, 7 (1928), S. 55–61.
- Bau und Leistung des Auges einiger amerikanischer Urodelen. Zschr. Biol. Abt. C: Zschr. vergl. Physiol. 15 (1937), S. 637–651.
- Wachstums- und Gestaltungsvorgänge bei Unterernährung infolge Vitamin-B-Mangels. Zschr. mikrosk.-anat. Forschung 34 (1933), S. 34–62.
- Inselneubildung im Pankreas bei Stenose des Ausführungsganges durch Pankreaskopfcarcinom. Vichows Arch. path. Anat. 296 (1936), S. 655–665.
- Zur Mortalität in Bayern (München) nach anthropologischen und anatomischen Untersuchungen. Zschr. menschl. Vererb.-Konstit.lehre 26 (1942), S. 389–413.
- Die Individualität der Norm. Zum Begriff der Norm in der Pathologie nebst Bemerkungen über die Variabilität als Grenzgebiet der Krankheitslehre. DMW 73 (1948), S. 339–340.
- Reststickstoffwert und anatomischer Nierenbefund. Postmortale Untersuchungen. Virchows Arch. path. Anat. 315 (1948), S. 548–556.
- Beziehungen zwischen Diabetes und Tuberkulose vom pathologisch-anatomischen Gesichtspunkt. Erg. ges. Tuberkuloseforsch. 11 (1953), S. 269–316.
- mit F. Hartl und Max Eder: Über den Umbau und die Strukturtypen der Wirbelkörperspongiosa als Ausdruck allgemeiner Gesetzmäßigkeiten der Knochenmodellierung. Verh. Dtsch. Ges. Path. (1955), S. 250–259.
- mit Carl G. Schirren: Ein Sarcoma idiopathicum multiplex haemorrhagicum (Kaposi) mit Hirnmetastasen. Arch. klin. exp. Dermat. 201 (1955), S. 99–105.
- Pathologische Anatomie des Schädels in seiner Beziehung zum Inhalt, spezielle Pathologie des Schädelskeletts, in: Henke/Lubarsch: Handbuch der Speziellen pathologischen Anatomie und Histologie IX/7. Springer, Berlin Heidelberg New York 1970, S. 1–352.